# Мутусис, Михаил
Михаил Мутусис (греч. Μιχαήλ Μουτούσης; 1885 — 16 марта 1956, Афины) — один из первых военных летчиков Греции, участник Балканских (1912—1913), Первой мировой (1917—1918) и греко-турецкой (1919—1922) войн. Вместе с Аристидисом Морайтинисом совершил первый в мировой истории боевой полет военно-морской авиации..

## Биография
Михаил Мутусис родился в Трагано, ном Ахайя, Пелопоннес в 1885 году.
Мутусис, первоначально офицер инженерных войск, был среди 6 греческих офицеров посланных в 1911 году во Францию, на летное обучение, чтобы вступить в только-что сформированное авиационное соединение греческой армии ..
В разразившихся вскоре Балканских войнах (1912—1913 годы) Мутусис первоначально производил бомбардировку турецких позиций на македонском фронте..
В декабре 1912 года Мутусис был переброшен на эпирский фронт, где производил разведывательные полеты и бомбардировку вокруг города Янина (см. Битва при Бизани)..

## Разведка над Дарданеллами
24 января (5 февраля) 1913 года, через несколько дней после победы греческого флота при острове Лемнос старший лейтенант Мутусис и мичман Аристидис Морайтинис, находившиеся в Мудрос, остров Лемнос получили приказ произвести воздушную разведку над Дарданеллами, с целью обнаружения расположения отступившего и скрывшегося там турецкого флота. Для этой цели был использован гидроплан, на базе переделанного биплана Farman MF.7. Мутусис — Морайтинис обнаружили турецкий флот в районе базы Нара и, перед уходом из Дараданелл, сбросили на турецкий флот 4 бомбы, которые не нанесли значимого урона. Во время обратного полета экипаж гидроплана произвел вынужденное приводнение в Эгейском море по причине проблем с мотором, но был подобран и отбуксирован находившимся поблизости греческим эсминцем.
.
Этот полет признан первым в мировой истории боевым полетом сотрудничества авиации-флота и ознаменовал рождение первой в мире военно-морской авиации.
Мутусис принял участие в Первой мировой войне на македонском фронте, а в годы греко-турецкой войны 1919—1922 годов был назначен командиром авиационной базы в городе Пруса (Бурса).
Мутусис ушёл в отставку в звании (бригадного) генерала авиации.
Умер Михаил Мутусис 16 марта 1956 года в городе Афины.